# Salvatore Scala
Salvatore Scala (1944 - 30 de diciembre de 2008), también conocido como Fat Sal y Tío Sal, fue un mafioso neoyorquino que llegó a ser un caporegime en la familia criminal Gambino.
Scala nació en Fort Lee, Nueva Jersey, hijo de inmigrantes de primera generación de Scala, Italia. Scala estaba casado con Grace Ann Lino, hermana del mafioso Gambino Edward Lino y prima paterna del mafioso de la familia criminal Bonanno Frank Lino. Scala era sobrino de Carmine y Francis Consalvo, socios de la familia criminal Genovese, y primo materno del mafioso familia criminal DeCavalcante Louis Consalvo.
En 1983, Scala fue arrestado por tráfico de heroína, pero el caso fue abandonado. Estrecho colaborador de John Gotti, Scala fue sospechoso de los asesinatos en 1985 del jefe de los Gambino Paul Castellano y del subjefe Thomas Bilotti que llevaron a Gotti al poder. Sin embargo, Scala nunca fue acusado en relación con ninguno de los dos asesinatos. En 1999, Scala fue ascendido al rango de capo y supervisó una cuadrilla de diez made men y asociados. 
El 18 de mayo de 2001, Scala fue condenado por extorsionar al propietario de Cherry's Video, una tienda de entretenimiento para adultos en Long Island. Parte de las pruebas incluían un vídeo encubierto de un soldado Gambino visitando la tienda. El juez condenó a Scala a 63 meses de prisión federal. En marzo de 2007, Scala fue declarado culpable de evasión de impuestos y de extorsionar 2,5 millones de dólares del V.I.P. Club de Manhattan, un local de entretenimiento para adultos. Scala fue condenado a 72 meses de prisión.
El 30 de diciembre de 2008, Scala murió en la prisión federal de Butner, Carolina del Norte, de cáncer de hígado. Había solicitado la libertad anticipada por motivos de compasión, pero le fue denegada.